# 586 f.Kr.
| 586 f.Kr.          |
| ------------------ |
| Dødsfald - Fødsler |

## Begivenheder
- Jerusalem belejres af kong Nebukadnesar II, templet lægges i ruiner og folket deporteres.